# Барсуки (Ельнинский район)
Барсуки́ — деревня в Смоленской области России, в Ельнинском районе. Население — 1 житель (2007 год). Расположена в юго-восточной части области в 19 км к юго-востоку от города Ельня, в 15 км восточнее автодороги Р137 Сафоново — Рославль, в 12 км южнее автодороги Р96 Новоалександровский(А101) — Спас-Деменск — Ельня — Починок. В 15 км к северу от деревни железнодорожная станция Титовка на линии Смоленск — Сухиничи. Входит в состав Мутищенского сельского поселения.

## История
В годы Великой Отечественной войны деревня была местом ожесточённых боёв и дважды была оккупирована немецкими войсками. 1-й раз в июле 1941 года (освобождена в ходе Ельнинской операции), 2-й раз в октябре 1941 года (освобождена в ходе Ельнинско-Дорогобужской операции в 1943 году). Была освобождена 68-й армией.